# Phaea eyai
Phaea eyai là một loài bọ cánh cứng trong họ Cerambycidae.